# 黒沼健
黒沼 健（くろぬま けん1902年（明治35年)5月1日 - 1985年（昭和60年)7月5日）は、日本の超常現象、超古代文明研究・執筆者で、SF作家・翻訳家としても活動した。本名は左右田 道雄（そうだ みちお）。
父の左右田信二郎は銀行家の左右田金作の弟で、経済学者で銀行家の左右田喜一郎は道雄からみて従兄弟にあたる。

## 経歴
神奈川県横浜市に生まれる。東京帝国大学法学部ドイツ法学科卒業。
1931年より海外探偵小説の翻訳を始める。戦前は雑誌『新青年』を中心に活躍したほか、日本文藝家協会や日本児童文芸家協会などに所属し、日本推理作家協会では理事を務めた。
東宝映画『空の大怪獣 ラドン』の原作、同『大怪獣バラン』の原案、大映テレビ室（大映テレビの前身）制作のテレビドラマ『海底人8823』の原作・脚本・主題歌作詞なども手がけた。『ラドン』『バラン』では、撮影現場にも訪れるなど積極的な姿勢を見せていた。
予言者ノストラダムスを日本に最初に紹介した人物とされる。
1985年7月5日5時32分に老衰のため、死亡（享年83歳）。墓所は横浜市蓮光寺。

## 著書
- 『秘境物語』（新潮社） 1957
- 『謎と怪奇物語』（新潮社） 1957
- 『大怪獣バラン』（あかしや書房） 1958
- 『驚異物語』（新潮社） 1958
- 『謎と秘境物語』（新潮社） 1959
- 『新・謎と怪奇物語』（新潮社） 1961
- 『未来をのぞく話』（新潮社） 1962
- 『世界の謎と怪奇』（アサヒ芸能出版、平和新書） 1963
- 『古代大陸物語』（新潮社） 1963
- 『霊と怪異物語』（冬樹社） 1963
- 『予言と怪異物語』（新潮社） 1964
- 『世界の怪異物語 神秘と奇跡の記録』（アサヒ芸能出版） 1964
- 『奇人怪人物語』（新潮社） 1965、のち河出文庫
- 『怪奇の窓』第1 - 2 （毎日新聞社） 1965 - 1966
- 『地下王国物語』（新潮社） 1966
- 『霊と怪奇の世界』（山王書房） 1967
- 『超古代大陸レムリア』（新潮社） 1967、のち改題『失われた古代大陸』（新潮文庫）
- 『世界の神々と性』（山王書房） 1967
- 『怪奇千一夜』（徳間書店） 1967
- 『大アマゾンの怪奇』（徳間書店） 1968
- 『天空人物語』（新潮社） 1968
- 『第二の世界物語』（新潮社） 1969
- 『神秘と幻想物語』（新潮社） 1970
- 『世界の予言』（八雲井書院） 1970
- 『生きている怪獣』（偕成社） 1970
- 『恐怖と戦慄物語』（新潮社） 1971
- 『空飛ぶ円盤と宇宙人』（高文社） 1973
- 『呪いと神秘の世界』（高文社） 1974
- 『七人の予言者』（新潮文庫） 1974
- 『霊と呪い』（新潮文庫） 1974
- 『失われた古代都市』（新潮社） 1976
- 『零次元の怪奇と謎』（グリーンアロー出版社） 1976
- 『怪獣大戦争』（出版芸術社） 1993  - アンソロジー。「ラドンの誕生」を所収

## 翻訳
- 『大学祭の夜』（ドロシイ・セイヤーズ、春秋社） 1936
- 『アリ・ババの呪文』（D・L・セイヤーズ、日本公論社） 1936
- 『黒衣の天使』（コーネル・ウールリッチ、新樹社） 1950
- 『Gストリング殺人事件』（ジプシー・ローズ・リー、汎書房） 1950
- 『野獣死すべし』（ニコラス・ブレイク、早川書房） 1954
- 『十二人の評決』（レイモンド・ポストゲート、早川書房） 1954
- 『妄執の影』（ウイリアム・アイリッシュ、早川書房） 1955
- 『検屍裁判』（パーシヴァル・ワイルド、東京創元社） 1956、のち新潮文庫
- 『鑢』（フィリップ・マクドナルド、早川書房） 1956
- 『幻の女』（ウイリアム・アイリッシュ、早川書房） 1958
- 『失われた都市を求めて』1 - 2 （D&G・ラム、新潮社） 1958 - 1959
- 『奇跡のお茶事件』（チャータリス、新潮文庫） 1959